# Hozzád sóhajt
A Hozzád sóhajt egyházi ének a Túróci Cantionáléból. Szövegét Székely László írta.

## Kotta és dallam
Hozzád sóhajt a lélek, Urunk,

hozzád vonz az igaz szeretet,

hozzád jöttünk, eléd borulunk.

## Felvételek
- Hozzád sóhajt a lélek, Urunk. Kovács Szilárd orgona  YouTube. Debrecen, Megtestesülés templom (2010. november 7.)  (Hozzáférés: 2017. február 10.) (videó)
- Hozzád sóhajt a lélek Urunk. Bálint Tamás  YouTube. Gyömrő, Jézus Szíve templom (2009. október 30.)  (Hozzáférés: 2017. február 10.) (videó)
- Hozzád sóhajt - Mise ének - H223. www.szolgalohittan.hu (Hozzáférés: 2017. február 10.) (audió) arch
- SzvU! 223 Hozzád sóhajt a lélek Urunk. YouTube (2016. szeptember 5.)  (Hozzáférés: 2017. február 10.) (audió) szintetizátor